# Конан II (герцог Бретани)
Конан II (фр. Conan II de Bretagne, брет. Konan II. a Vreizh; 1030 — 11 декабря 1066) — граф Ренна и герцог Бретани с 1 октября 1040 года.

## Биография

### Правление
Конан II, сын герцога Бретани и графа Ренна Алена III, стал правителем графства Ренн в 1040 году после смерти отца. Однако он был в то время несовершеннолетним и, воспользовавшись этим, герцогство Бретань захватил его дядя, граф де Пентьевр Эд I, сын Жоффруа I. Объявивший себя регентом герцогства, Эд взял под стражу Конана и держал его в заложниках до октября 1047 года. Тогда тот освободился из-под его регентства, так как Эд I окончательно проиграл войну с герцогом Нормандии Вильгельмом Завоевателем, который разгромил его в битве в долине Дюн. В 1062 году был заключён мирный договор между Конаном II и старшим сыном Эда Жоффруа, продолжавшим войну с герцогом в одиночку.
Конану II удалось после смерти не оставившего наследников графа Нанта Матье I распространить свою власть на графство Нант. Однако этот титул оспаривал также граф Корнуая Ален, претендовавший на него от имени своей жены Юдит.
Конан II был вынужден бороться с мятежом Риваллона I, архиепископа Доля и сеньора де Комбор. Несмотря на оказанную мятежникам Вильгельмом Завоевателем поддержку, их выступление герцогом Бретани было подавлено.
В конце 1066 года, после завоевания Пуансе и Сегра, Конан II отправился в Шато-Гонтье, но неожиданно умер 11 декабря. Вероятно, он был отравлен по приказу герцога Нормандии Вильгельма Завоевателя. Причиной этой войны было, скорее всего, желание Конана восстановить территорию Бретани в границах королевства Эриспоэ, распространив владения до реки Майен.
Конан II был похоронен в аббатстве Сен-Мелен в Ренне, где его могила была найдена под башней во время реконструкции. Вследствие отсутствия у Конана законнорождённых наследников, герцогом Бретани стал граф Нанта и Корнуая Хоэль II, сын графа Алена де Корнуай и Юдит Нантской, женой которого была сестра Конана II Авуаза.

### Семья
Конан II имел одного внебрачного сына:
- Ален (умер после 1075).